# Palazzo Cinema di Tunisi
Il Palazzo Cinema di Tunisi, precedentemente chiamato Politeama Rossini, oppure Palazzo Rossini, è un edificio della capitale tunisina, situato in viale Habib Bourguiba. Oggi funge da sala cinematografica.

## Storia
Inaugurato il 12 marzo 1903, inizialmente esso funse da teatro per la comunità italiana di Tunisi. Nel 1923, fu trasformato in un negozio di mobili. Qualche anno più tardi divenne una sala cinematografica.
L'Associazione per la salvaguardia della Medina di Tunisi ricostruì il frontone distrutto durante i lavori di abbellimento del viale Bourguiba nel 2002.